# Mosekonens bryg (film)
 For alternative betydninger, se Mosekonens bryg (flertydig). (Se også artikler, som begynder med Mosekonens bryg)
Mosekonens bryg er en dansk animationsfilm med manuskript af Ib Spang Olsen.